# Kosmos 2290
Kosmos 2290, ruski izviđački satelit iz programa Kosmos. Vrste je Orljec-2.
Lansiran je 26. kolovoza 1994. godine u 12:00 s kozmodroma Bajkonura (Tjuratama) u Kazahstanu. Lansiran je u nisku orbitu oko planeta Zemlje raketom nosačem Zenit-2 11K77. Orbita mu je bila 203 km u perigeju i 322 km u apogeju. Orbitna inklinacija mu je bila 64,81°. Spacetrackov kataloški broj je 23218. COSPARova oznaka je 1994-053-A. Zemlju je obilazio u 89,76 minuta. Pri lansiranju bio je mase 13.000 kg. 
Raspadnuti dio Kosmosa 2290, Spacetrackov kataloški broj je 23224, COSPARove oznake 1994-053-F, Zemlju je obilazio u 88,90 minuta. Kružio je oko Zemlje 187 km u perigeju i 253 km u apogeju, inklinacijom na 64,80°. Vratio se u atmosferu 31. kolovoza 1994. godine.
Raspadnuti dio Kosmosa 2290, Spacetrackov kataloški broj je 23225, COSPARove oznake 1994-053-G, Zemlju je obilazio u 89,57 minuta. Kružio je oko Zemlje 237 km u perigeju i 270 km u apogeju, inklinacijom na 64,83°. Vratio se u atmosferu 24. rujna 1994. godine.
Raspadnuti dio Kosmosa 2290, Spacetrackov kataloški broj je 23541, COSPARove oznake 1994-053-J, Zemlju je obilazio u 92,01 minutu. Kružio je oko Zemlje 183 km u perigeju i 564 km u apogeju, inklinacijom na 64,80°. Vratio se u atmosferu 23. svibnja 1995. godine.
Raspadnuti dio Kosmosa 2290, Spacetrackov kataloški broj je 23542, COSPARove oznake 1994-053-K, Zemlju je obilazio u 91,94 minute. Kružio je oko Zemlje 183 km u perigeju i 557 km u apogeju, inklinacijom na 64,81°. Vratio se u atmosferu 30. travnja 1995. godine.
Raspadnuti dio Kosmosa 2290, Spacetrackov kataloški broj je 23543, COSPARove oznake 1994-053-M, Zemlju je obilazio u 91,87 minuta. Kružio je oko Zemlje 183 km u perigeju i 549 km u apogeju, inklinacijom na 64,81°. Vratio se u atmosferu 21. travnja 1995. godine.
Raspadnuti dio Kosmosa 2290, Spacetrackov kataloški broj je 23544, COSPARove oznake 1994-053-M, Zemlju je obilazio u 91,87 minuta. Kružio je oko Zemlje 180 km u perigeju i 553 km u apogeju, inklinacijom na 64,80°. Vratio se u atmosferu 16. travnja 1995. godine.

Satelit Kosmos 2290 deorbitirao je 4. travnja 1995. godine.

## Vanjske poveznice
- N2YO.com Search Satellite Database
- Celes Trak SATCAT Format Documentation (engl.)
- Kunstman  Arhivirana inačica izvorne stranice od 12. kolovoza 2019. (Wayback Machine) Satellites in Orbit (engl.)